# Юкноом-Ч'еєн I
Юкноом-Ч'еєн I (д/н — бл. 520) — ахав Кануля з бл. 484 до бл. 520 року.

## Життєпис
Син ахава Сіях-Чан-Ба'лама. На відміну від попередника про нього є більш точні дані. Найбільше відомостей про діяльність цього ахава містяться на ієрогліфічних блоках з Ц'ібанче, де йдеться про 16 полонених Юкноом-Ч'еєна I у 484, 490 та 518 роках. Стосовно супротивників останнього немає достеменних відомостей. Походи були спрямовані на найближчі містечка, зокрема городище Ель-Ресбалон (ймовірно звідси походив один з бранців — Яш-К'ук'-Холо'м), відбулося перше розширення меж царства. Помер близько 520 року, владу успадкував його син Туун-К'аб-Хіш.